# Ситамон
Ситамон, также Сатамон (егип. S3.t Jmn — «дочь Амона»; XIV век до н. э.) — принцесса XVIII династии Древнего Египта, старшая дочь Аменхотепа III и его «Великой жены» Тии.

## Семья
Ситамон приходилась старшей дочерью Аменхотепа и Тии, о чём свидетельствуют предметы из гробницы Йуйи и Туйя — родителей царицы Тии: надпись на одном стуле содержит её титул «Царская дочь», на другом — Ситамон изображена рядом с матерью Тией. Её родными братьями и сёстрами были: Тутмос, Эхнатон, Исида, Хенуттанеб, Небетах, KV35YL и, возможно, Бакетатон.
Впоследствии вышла замуж за отца Аменхотепа III примерно на 30 году его правления в виду ритуально-религиозной традиции празднования фестиваля хеб-сед. Вопреки предположениям она не была матерью Тутанхамона и, в целом, нет свидетельств, что она производила на свет детей. Согласно исследованиям 2010 года, матерью Тутанхамона была неидентифицированная царевна из гробницы KV35.

## Биография

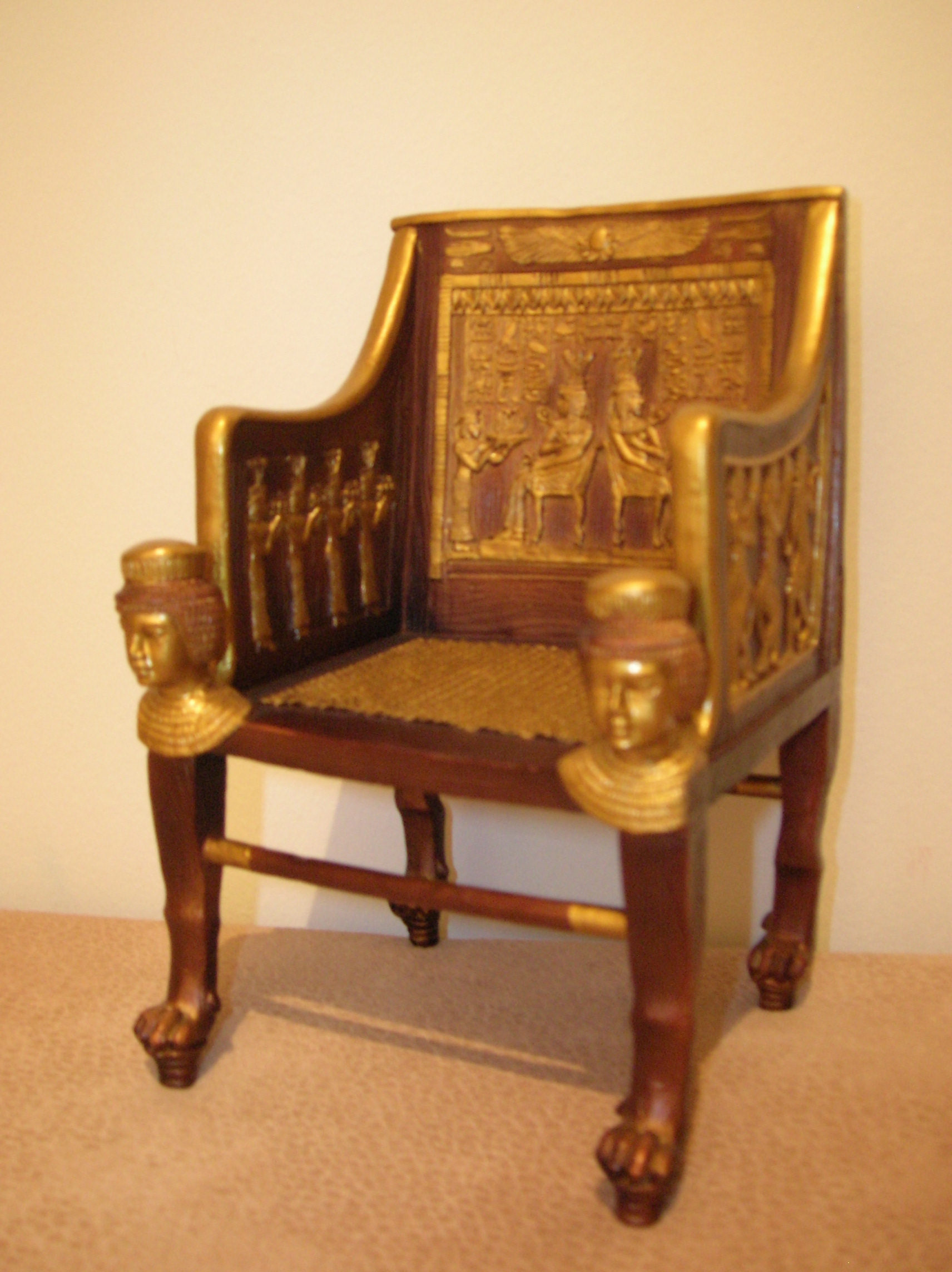
Копия стула Ситамон

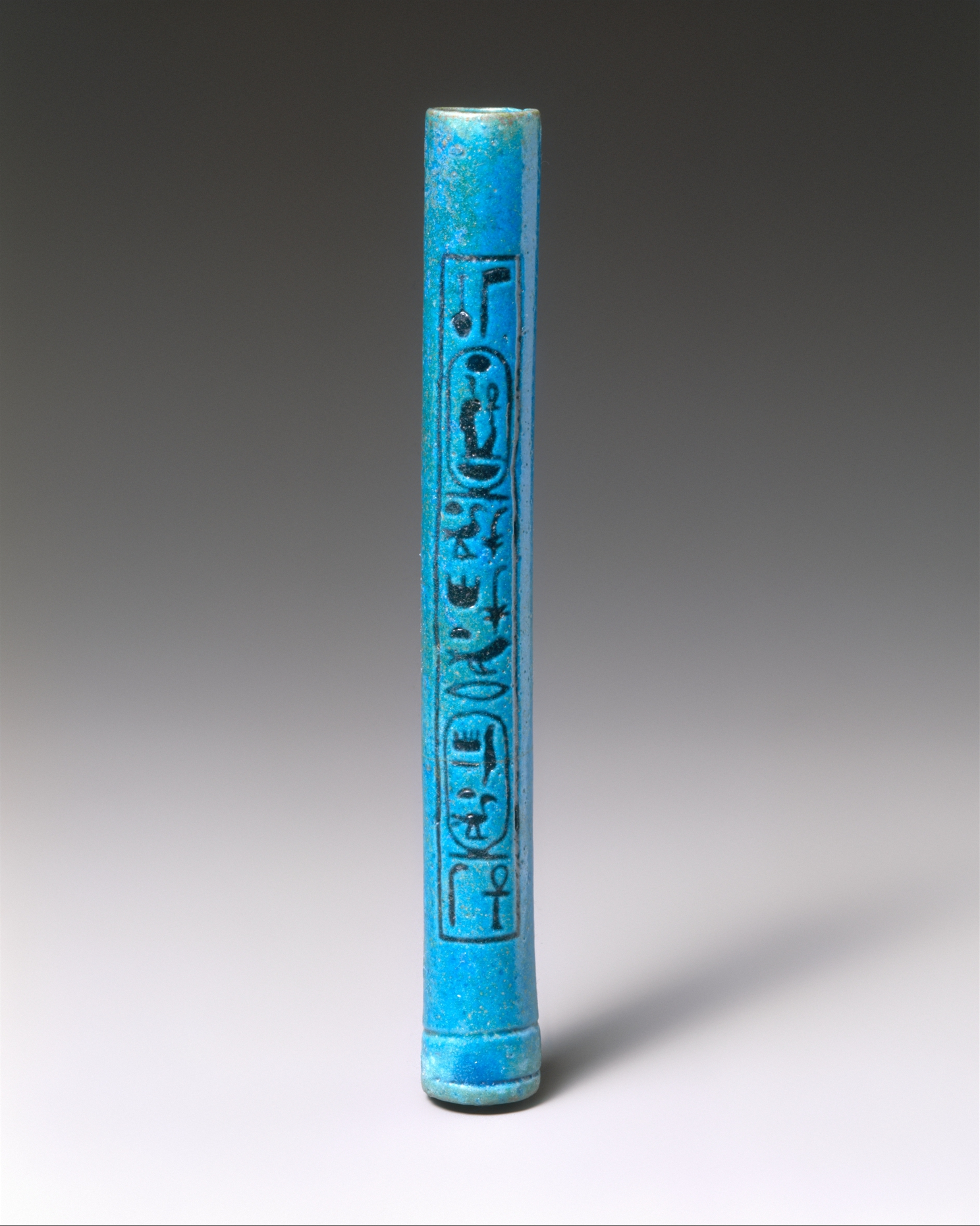
Фаянсовый тюбик коля

О Ситамон имеются надёжные свидетельства, прежде всего в гробнице Йуйя и Туйи обнаружены три стула. Они сделаны на вырост — по мере взросления принцессы, что свидетельствует об использовании мебели в быту. Затем их поместили в гробницу KV46 её бабушки и дедушки, согласно традиции оставлять предметы, имевшие значение для умершего при его жизни. Она также изображена на стеле её няни Небеткабени.
На 30 год правления её отца она получила титул «Великая царица», что следует из надписи на тюбике коля (древняя краска для век) из синего фаянса, содержащего картуш Аменхотепа III и Ситамон, а также из алебастровой чаши из Амарны с тем же картушем, расписной вазы (№ 95) из дворцы Малкаты.
Управляющим её комнатами во дворцовом комплексе Малката был архитектор Аменхотеп, сын Хапу. Ситамон как «Великая царица» упомянута на его скульптуре из Карнака (ныне выставлена в Каирском египетском музее). Также она изображена на рельефе в заупокойном храме Аменхотепа III, обнаруженным Флиндерсом Питри (в настоящее время в Музее Питри).
Ситамон известна среди персон, проявивших себя ближе к концу царствования Аменхотепа III. В эту эпоху египетской истории женщины по примеру царицы Тии начали играть заметную роль. До царствования Тии «никогда ранее царица не имела такое важное значение в жизни её мужа». Тия наряду с мужем регулярно появлялась в скульптуре, на рельефах и стелах гробниц и храмов, их имена присутствуют на многочисленных мелких предметах (сосуды и ювелирные изделия) и на их юбилейных скарабеях.
Как старшая дочь могущественной царицы, Ситамон готовили к политической роли, которую она не сыграла, несмотря на её высокое положение при дворе. Возможно, она рано умерла, или осталась в одиночестве после воцарения её брата Эхнатона.
Она исчезает в конце царствования Аменхотепа III, и не упоминается в амарнскую эпоху правления Эхнатона. Предположительно, в этот период Ситамон фигурирует под новым атоническим именем Бакетатон.
Отдельная камера была высечена для неё в гробнице Аменхотепа III WV22 в Долине царей, но нет доказательств, что её хоронили там.

## Титулы
Ситамон носила следующие титулы:
- Певица Владыки Двух земель
- Жена фараона
- Великая жена фараона
- Дочь фараона
- Дочь фараона, которую он любит
- Старшая дочь фараона
- Великая Дочь фараона, которую он любит